# アップドリーム
株式会社アップドリーム（英: APDREAM inc.）は、日本の総合制作会社。

## 概要
音楽制作,レーベルとデジタル配信アグリゲータの運営株式会社として前身である「株式会社アップライツ」を2006年1月に現代表の山田公平が25歳時に設立。2016年7月に著作権管理の一元化とグループ関係各社やクリエイターオフィス群の中核運営会社としてのホールディングスカンパニーの「株式会社アップドリーム」を設立。包括的なプロデュース/ディレクション/プロジェクトマネジメントが業務の特色。

## 沿革
- 2016年7月 - 著作権管理の一元化とグループ関係各社やクリエイターオフィス群の中核運営会社としてのホールディングスカンパニー「株式会社アップドリーム」を設立[1]。
- 2018年
  - 1月 - 恵比寿スタジオの新設。
  - 4月 - 中野つばさスタジオ・サブマリンスタジオ提携運営開始[1]。
- 2019年4月 - アップドリームコンサート制作部の設立 コンサート制作と提携先プロダクションサポート業務開始[1]。
- 2020年9月 - コンサート制作事業部の業務拡大に伴いコンサートプロデュース・配信プランニング及び映像演出会社として「株式会社OMTY（オールマイティー）」を設立[1]。

## 主な作品

### 製作委員会参加・音楽制作作品

#### テレビアニメ
2014年
- 六畳間の侵略者!?（製作委員会参加）

2018年
- 京都寺町三条のホームズ（製作委員会参加・音楽制作）
- 踏切時間（製作委員会参加・音楽制作）

2019年
- 超可動ガール1/6（製作委員会参加）
- ノブナガ先生の幼な妻（製作委員会参加・音楽制作）
- 女子かう生（製作委員会参加・音楽制作）
- 超人高校生たちは異世界でも余裕で生き抜くようです!（製作委員会参加・音楽制作）

2021年
- 弱キャラ友崎くん（製作委員会参加・音楽制作）

2022年
- CUE!（製作委員会参加・音楽制作）
- 社畜さんは幼女幽霊に癒されたい。（製作委員会参加・音楽制作）
- 恋は世界征服のあとで（製作委員会参加・音楽制作）
- 継母の連れ子が元カノだった（製作委員会参加・音楽制作）
- 金装のヴェルメイユ〜崖っぷち魔術師は最強の厄災と魔法世界を突き進む〜（製作委員会参加・音楽制作）

2023年
- 弱キャラ友崎くん 2nd STAGE（製作委員会参加・音楽制作）
- 結婚指輪物語（製作委員会参加・音楽制作）
- 異世界でもふもふなでなでするためにがんばってます。（製作委員会参加・音楽制作）
- 響界メトロ（製作委員会参加・音楽制作）

2024年
- パーティーから追放されたその治癒師、実は最強につき（製作委員会参加・音楽制作）

### 音楽プロデュース・ディレクション
- from ARGONAVIS (ブシロード) アニメOP・ED・劇伴及びゲーム関連楽曲全曲音楽プロデュース
- 少女☆歌劇レヴュースタァライト (ブシロード・ポニーキャニオン) 音楽プロデュース
- 吸血鬼すぐ死ぬ（ポニーキャニオン）2021年、音楽プロデュース

### 楽曲制作・音楽ディレクション作品

#### アニメ関連
2014年
- 悪魔のリドル（ED主題歌）
- 結城友奈は勇者である（OP・ED主題歌・キャラクターソング）

2016年
- ばくおん!!（キャラクターソング）

2017年
- ひなろじ〜from Luck & Logic〜（キャラクターソング）
- クジラの子らは砂上に歌う（OP主題歌）

2018年
- 少女☆歌劇レヴュースタァライト（OP・ED主題歌・レヴュー曲・劇伴）
- ウマ娘 プリティーダービー（OP・ED主題歌・キャラクターソング）
- SSSS.GRIDMAN（ED主題歌・キャラクターソング）

2019年
- 五等分の花嫁（OP・ED主題歌・キャラクターソング）
- アズールレーン（OP・ED主題歌）

2020年
- SHOW BY ROCK!! ましゅまいれっしゅ!!（OP・ED主題歌・挿入歌・キャラクターソング）
- D4DJ First Mix（OP主題歌）

2021年
- 五等分の花嫁∬（OP・ED主題歌・キャラクターソング）
- SHOW BY ROCK!! STARS!!（挿入歌・キャラクターソング）

#### ゲーム関連
- アイドリッシュセブン（キャラクターソング）
- 乖離性ミリオンアーサー（キャラクターソング）
- Tokyo 7th シスターズ（キャラクターソング）
- あんさんぶるスターズ!（キャラクターソング）
- THE IDOLM@STER（キャラクターソング）
- THE IDOLM@STER MILLION LIVE!（キャラクターソング）
- THE IDOLM@STER SideM（アプリ内主題歌・キャラクターソング）
- 私立ベルばら学園 ～ベルサイユのばらRe*imagination～（主題歌）
- ウマ娘 プリティーダービー（キャラクターソング）
- Fate/Grand Order Waltz in the MOONLIGHT/LOSTROOM（キャラクターソング）

#### アーティスト関連
- μ’ｓ
- Aqours
- ラブライブ！虹ヶ咲学園スクールアイドル同好会
- imase(音楽制作)
- Argonavis(音楽プロデュース)
- GYROAXIA (音楽プロデュース)
- Fantôme Iris (音楽プロデュース)
- 風神RIZING！ (音楽プロデュース)
- εpsilonΦ (音楽プロデュース)
- AKB48
- NGT48
- SKE48
- 乃木坂46
- 欅坂46
- 8P
- AiRBLUE
- BOYS AND MEN
- BOYS AND MEN研究生
- hololive IDOL PROJECT (音楽プロデュース)
- KENN
- May'n
- Mia REGINA
- NEWS
- petit milady
- Pile
- Pyxis (音楽プロデュース)
- Rain Drops
- RIRIKO (マネジメント)
- Sexy Zone
- SMAP
- timelesz
- Trignal
- GRe4N BOYZ
- 天月
- 内田彩
- 内田真礼
- 入野自由
- 下野紘 (音楽プロデュース)
- 白神真志朗 (マネジメント)
- じん (音楽ディレクター)
- 葛葉 (音楽ディレクター)
- スタァライト九九組 (音楽プロデュース)
- スフィア
- 南條愛乃
- つばきファクトリー
- ゆいかおり
- 鬼頭明里
- 久保ユリカ
- 栗林みな実
- 駒形友梨 (音楽プロデュース)
- 古川慎
- 江口拓也
- 祭nine.
- 三森すずこ
- 小野大輔
- 上田麗奈
- 新田恵海
- 神谷浩史
- 石原夏織
- 倉木麻衣
- 大橋彩香
- 竹達彩奈
- 超特急
- 立花理香 (音楽プロデュース)
- 田所あずさ
- 土岐隼一 (音楽プロデュース)
- 夏代孝明 (音楽ディレクター)
- 畠中祐
- 渕上舞
- 北園涼
- 鈴村健一
- 真っ白なキャンバス (マネジメントサポート)
- 結城アイラ (マネジメント)
- ラストアイドル (音楽ディレクター)
- RealRomantic (運営/音楽制作/マネジメント)

## マネジメント・エージェントクリエイター・管理楽曲数
作詞家・作曲家・編曲家 専属マネジメント及びエージェント人数 : 256名 (2025年6月現在)

## 著作権者管理楽曲数
作詞・作曲著作権マネジメント楽曲 : 8,938曲（内訳：歌曲3,635曲、劇伴/BGM 5,303曲)(2024年8月現在)